# Batalla de Sierra Chica
La batalla de Sierra Chica (31 de mayo de 1855) fue un enfrentamiento militar librado entre las fuerzas del Estado de Buenos Aires al mando del entonces coronel Bartolomé Mitre, quien era ministro del gobernador Pastor Obligado,  contra una alianza de tribus de la Pampa al mando de Juan Calfucurá, Juan Catriel "el joven" y Cachul resultando en la victoria de los últimos. Tanto esta batalla como la batalla de San jacinto frenaron el avance de las tropas de Buenos Aires hacia el oeste y el sur del Fortín del Azul durante aproximadamente una década más.

## Antecedentes
Para congraciarse con Justo José de Urquiza, Calfucurá envió en 1854 a Paraná (capital de la Confederación Argentina) a su hijo Manuel Namuncurá, quien se convirtió al catolicismo. En busca de una alianza con Urquiza, arrasó con 5.000 militares pobladores del Fortín del Azul el 13 de febrero de 1855. Causó la muerte de 300 personas, llevándose 150 cautivas y 50.000 cabezas de ganado. Luego de esto organizó la Gran Confederación de las Salinas Grandes. Fue perseguido por Bartolomé Mitre con cerca de 1.100 soldados divididos en dos columnas que partieron de Azul (el 27 de mayo con 700 hombres) y de 25 de Mayo (con 400 hombres), prometiendo "exterminar a los bárbaros".

## La batalla
Al llegar a Sierra Chica, cerca de la actual ciudad de Olavarría, se encontró con las fuerzas aliadas de Catriel, Cachul y Calfucurá. Los indígenas derrotaron al coronel porteño con su poderosa caballería. Entre los constantes ataques y reagrupamientos rodearon a unos 60 soldados porteños forzando a la caballería enemiga a lanzar varias cargas hasta que esta, muy diezmada, quedó vulnerable al ataque indígena. Mitre fue forzado a escapar a la sierra para evitar la muerte mientras su infantería terminaba aniquilada, su artillería capturada y su caballería huía en desbandada. Allí tras expulsar al enemigo se atrincheró con lo que quedaba de sus fuerzas. Solo la oportuna llegada de policías provenientes de Fuerte Independencia le salvaron la vida.

## Consecuencias
Mitre consiguió disimular su derrota y fue recibido de vuelta en festejos y con banquete organizado por Domingo Sarmiento. Tras su desastrosa campaña Mitre pronunció la frase "el Desierto es inconquistable".
Tras su victoria Calfucurá recibió desde entonces el mote de Napoleón del Desierto. El 12 de septiembre de ese año derrotó y mató al comandante Nicanor Otamendi junto a 125 de sus soldados en la estancia de San Antonio de Iraola y después saqueó a la población recientemente instalada llamada "Tapalquén Nuevo", en lo que hoy es Olavarría, cerca de lo que hoy es el "Balneario Municipal Catriel". Mitre organizó el Ejército de Operaciones del Sur con 3.000 soldados y 12 piezas de artillería al mando del general Manuel Hornos. El 29 de octubre Calfucurá con ayuda de Cachul derrotó a Hornos en la Batalla de San Jacinto, entre las sierras de San Jacinto y el arroyo Tapalquén (cerca de lo que hoy es la Estancia Fortabat, cerca de Loma Negra), muriendo del lado gubernamental 18 oficiales y 250 soldados. Luego de esta victoria las fuerzas de Calfucurá atacaron los pueblos de Cabo Corrientes (Mar del Plata), Azul, Tandil, Cruz de Guerra, Junín, Melincué, Olavarría, Alvear, Bragado y Bahía Blanca.